# Romano R.82
Romano R.82 byl francouzský dvouplošný letoun pro pokračovací a akrobatický výcvik zkonstruovaný Étiennem Romano a vyráběný jeho společností Chantiers aéronavals Étienne Romano.

## Vznik a vývoj

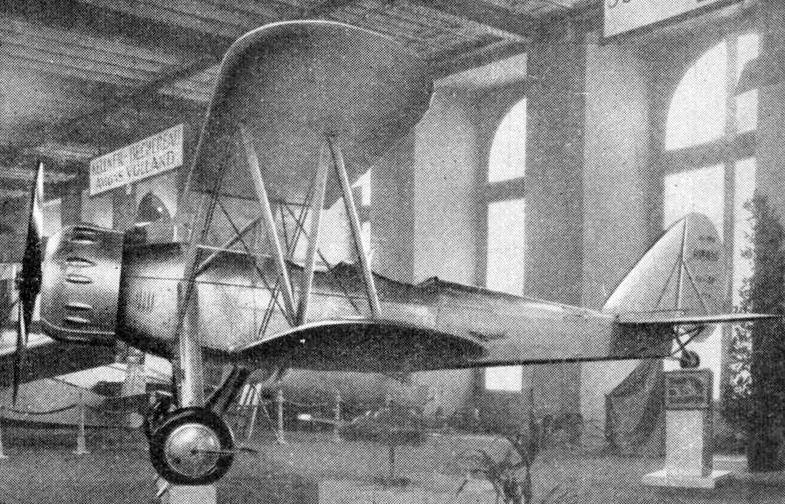
Romano R.80, fotografie z časopisu L'Aérophile, prosinec 1936.

Prototyp Romano R.80.01 (imatrikulace F-ANMP) byl dvoumístný demonstrátor akrobatického dvouplošníku, vzniklý na náklady společnosti Romano pro pilota Michela Détroyata. Zalétán byl v roce 1935 se sedmiválcovým hvězdicovým motorem Lorraine 7ME Mizar o výkonu 240 hp (179 kW).
Druhý, ještě nedokončený prototyp Romano R.80.02 (F-AQJP), byl během roku 1935 přestavěn. Konstrukce byla zesílena a opatřena devítiválcovým motorem Salmson 9Aba o výkonu 280 hp (209 kW). R.80.2 byl dvouplošník s pevným podvozkem záďového typu. Po účasti na Pařížském aerosalonu byl převzat Service Technique Armée de l'air ke zkouškám. Po jejich úspěšném dokončení bylo u společnosti Romano v roce 1937 objednáno 147 kusů pro pilotní školy francouzského letectva.    
Dodávky sériových strojů byly zahájeny v témže roce pod označením Romano R.82.
Další zakázkou bylo 30 strojů pro výcvik námořních pilotů Aéronavale. Sériové R.82 se od prvního prototypu odlišovaly větší plochou kýlovky, zvětšenými koly podvozku, novým krytem motoru a na kormidla přibyly vyvažovací plošky. 
Kromě francouzských objednávek byly vyrobeny dva kusy navíc, které byly v roce 1938 prodány do Španělska, kde byly vládními silami nasazeny v bojích proti povstalcům. Francouzské letectvo převzalo poslední R.82 v srpnu 1939, námořnictvo pak v květnu 1940 již pod označením SNCASE. V roce 1937 se totiž společnost Romano stala součástí koncernu SNCASE, vzniklého v rámci znárodnění větší části francouzského leteckého průmyslu.

## Uživatelé
- Francie
  - Armée de l'Air
  - Aéronavale
- Španělská republika
  - Letectvo Španělské republiky

## Specifikace
Údaje podle:

### Technické údaje
- Osádka: 2 (instruktor a žák)
- Délka: 7,82 m
- Rozpětí křídel: 9,88 m
- Výška: 3,34 m
- Nosná plocha: 23,72 m²
- Prázdná hmotnost: 918 kg
- Vzletová hmotnost: 1 328 kg
- Pohonná jednotka: 1 × vzduchem chlazený hvězdicový devítiválec Salmson 9Aba
- Výkon pohonné jednotky: 280 hp (209 kW)

### Výkony
- Maximální rychlost u země: 240 km/h
- Maximální rychlost v 5 000 m: 205 km/h
- Cestovní rychlost: 185 km/h
- Výstup do 3 000 m: 10 min 15 s
- Praktický dostup: 6 500 m
- Dolet: 660 km